# Le diciottenni
Le diciottenni è un film italiano del 1955 diretto da Mario Mattoli.
Il film è il remake del film di quattordici anni prima Ore 9: lezione di chimica diretto dallo stesso regista.

## Trama
In un collegio femminile le ragazze del terzo corso sono quasi tutte innamorate del giovane professore Andrea Della Rovere. La direttrice, fortemente insospettita dall'atteggiamento equivoco delle ragazze, ordina di sequestrare i loro diari, dalla lettura dei quali i suoi sospetti ricevono conferma.
Due diari però mancano: quelli di Maria Rovani e di Anna Campolmi. Maria sostiene di aver distrutto il proprio diario, mentre Anna dice di non averne mai avuto uno. Da un colloquio con Della Rovere, Anna capisce che il professore ha per lei una particolare simpatia e quando una sera vede Maria in giardino mentre abbraccia un uomo, nel quale crede di riconoscere Della Rovere, la ragazza, gelosa, decide di raccontare tutto alla direttrice. Maria, interrogata, si rifiuta di dare spiegazioni e viene chiusa a chiave nella sua camera, mentre la direttrice convoca il professor Della Rovere. Quando giunge il professore, Maria è scomparsa: ha tentato la fuga dal collegio e viene trovata, ferita, ai piedi di un alto muro. Della Rovere rivela che il misterioso uomo incontrato da Maria in giardino era il di lei padre. Questi, ricercato dalla polizia, era venuto ad abbracciare la figlia, prima di costituirsi, dopo aver raccolto le prove della propria innocenza. Anna, pentita, offre il proprio sangue a Maria, che si trova in gravi condizioni.
Alla fine Maria guarisce: le due ragazze sono legate ormai da amicizia ed Anna minaccia di andarsene con tutte le compagne se la direttrice espelle Maria. Infine il padre di Maria è assolto. Maria resterà in collegio, Anna e Della Rovere si giurano eterno amore.